# دونالد-أوليفيه سييه
دونالد-أوليفيه سييه (بالفرنسية: Donald-Olivier Sié)‏ ، من مواليد 3 أبريل 1970 ، لاعب كرة قدم عاجي.
لعب مع منتخب ساحل العاج لكرة القدم.

## وصلات خارجية
- دونالد-أوليفيه سييه على موقع الاتحاد الدولي (مؤرشف)  (الإنجليزية)
- دونالد-أوليفيه سييه على موقع رابطة كرة القدم اليابانية للمحترفين (اليابانية)
- دونالد-أوليفيه سييه على موقع رابطة كرة القدم الفرنسية للمحترفين (الإنجليزية)
- دونالد-أوليفيه سييه على موقع قاعدة بيانات كرة القدم.إي يو (الإنجليزية)
- دونالد-أوليفيه سييه على موقع ناشيونال فوتبول تيمز (الإنجليزية)
- دونالد-أوليفيه سييه على موقع عالم كرة القدم.نت (الإنجليزية)
- دونالد-أوليفيه سييه على موقع GSA (الإنجليزية)